# Suzigou (köpinghuvudort i Kina, Liaoning Sheng, lat 40,40, long 123,41)
Suzigou är en köpinghuvudort i Kina. Den ligger i provinsen Liaoning, i den nordöstra delen av landet, omkring 160 kilometer söder om provinshuvudstaden Shenyang. Antalet invånare är 12 546. Befolkningen består av 6 146 kvinnor och 6 400 män. Barn under 15 år utgör 15,0 %, vuxna 15-64 år 74 %, och äldre över 65 år 9,0 %.
Runt Suzigou är det ganska tätbefolkat, med 108 invånare per kvadratkilometer. Närmaste större samhälle är Xiuyan, 16,5 km sydväst om Suzigou. Trakten runt Suzigou består till största delen av jordbruksmark.
Genomsnittlig årsnederbörd är 1 190 millimeter. Den regnigaste månaden är juli, med i genomsnitt 387 mm nederbörd, och den torraste är januari, med 8 mm nederbörd.